# قامیش-باشی (شهرستان سوزک)
قامیش-باشی (به لاتین: Kamysh-Bashi) یک منطقهٔ مسکونی در قرقیزستان است که در شهرستان سوزک واقع شده‌است. قامیش-باشی ۱٬۱۳۰ نفر جمعیت دارد.